# Phil Rogers
Phil Rogers, né le 24 avril 1971 à Adélaïde, est un nageur australien.

## Carrière
Phil Rogers participe aux Jeux olympiques de 1992 à Barcelone et remporte la médaille de bronze dans l'épreuve du 100 m brasse. Il participe également aux Jeux olympiques d'été de 1996 à Atlanta et remporte une nouvelle médaille de bronze dans l'épreuve du 4 × 100 m 4 nages.